# 中院家
中院家（なかのいんけ）は、村上源氏久我家支流にあたる公家・華族だった家。公家としての家格は大臣家、華族としての家格は伯爵家。源通親の五男中院通方を祖とする。
南北朝時代にはこれとは別に村上源氏久我流六条家から分かれた別系の中院家もあった。

## 歴史

### 中世
村上源氏嫡流久我家4代の内大臣源通親の五男通方が鎌倉時代初期に久我家から分家して中院と称したのに始まる。「中院」の家名は、久我家2代の雅定が中院町（六条室町）に住んで中院右大臣と称していたことに拠る。通方の子通成が内大臣となったことで中院家は内大臣を極官とする大臣家の家格を確立した。後世には旧家、内々の家格も得る。
2代通成、4代通重、5代通顕、8代通守など勅撰集入集の歌人を多数輩出。6代通冬の日記『中院一品記』、10代通秀の日記『十輪院内府記』など家記を多く残している家でもある。
一方で、中世後期の公家社会は経済的に苦しく、特に大臣家である中院家はその家格を維持するために苦労した。応永25年（1410年）に治天である後小松上皇から春日祭の上卿を命じられた通守は経済的理由で上卿としての準備ができないことを述べて辞退したところ、院が実施を厳命したため、朝廷に奉仕できず家名を辱めることを恐れた通守は2月10日に持仏堂にて小刀で自らの喉を切って自害するという事件を起こしている（『看聞日記』応永25年3月8日条）。戦国時代になると、家領のある加賀にて一向一揆が頻発すると、その年貢抑留に対して直務で対処すべく、11代通世・12代通胤・13代通為の3代はたびたび同国へ下向し、通世と通為はついに在国のまま没した。

### 近世
通為の子の14代通勝は天正8年（1580年）正三位・権中納言のまま逐電するも、細川幽斎に学んで源氏学を構築し『源氏物語』の注釈書を集成した『岷江入楚』を執筆した。
江戸時代前期の15代通村は武家伝奏を務めて公武間の斡旋に尽力していたが、寛永6年（1629年）に後水尾天皇が突然明正天皇に譲位したことについて幕府から事前に報告しなかったと非難され、江戸へ呼び出された際に一時上野寛永寺に幽閉された。解放後帰京し内大臣に就任した。通村は近世前期の歌人・源氏学の学者としても著名であり、後水尾天皇や徳川家康に源氏物語講釈を行った。後水尾天皇が譲位した後には上皇側近の内々衆公家となり上皇から厚く信頼され、後水尾院歌壇において指導的立場に立った。
17代通茂・18代通躬父子は霊元院歌壇の中心となるが、特に通躬はその功績によって従一位・右大臣に昇った。また、通茂と通躬も通村と同様に武家伝奏に就任して公武間の斡旋に尽力した。
江戸時代の所領の表高は初め300石、幕末には500石。家臣に諸大夫として岡本家、小川家、伊藤家、侍に清水家。荒木家があった。家業は四箇の大事（節会・官奏・叙位・除目）・有職故実。菩提所は廬山寺。江戸時代の屋敷は京都烏丸下長者町にあった。明治19年（1886年）にはこの中院家の邸宅があった場所に明治天皇の勅命により和気清麻呂を祀る護王神社が建設され、現在に至っている。
15代通村の母が細川幽斎の娘だったことから、近世には武家との縁組が多かった。近世後期には男子に恵まれず、同じ村上源氏の久世家などから養嗣子を迎えた。

### 近代以降
幕末から明治期の25代通富は儲君祐宮の三卿となり、明治新政府では参与に補された。明治2年（1869年）に旧公家と旧大名が華族として統合された際には中院家も旧公家として華族に列した。
明治3年12月10日に定められた家禄は、現米で393石6斗。明治9年8月5日の金禄公債証書発行条例に基づき家禄と引き換えに支給された金禄公債の額は1万4269円99銭5厘（華族受給者中268位）。
明治17年（1884年）7月7日の華族令施行で華族が五爵制になると、大納言迄宣任の例多き旧堂上家として通富が伯爵に叙せられた。
2代伯爵となった26代通規は徳大寺実則の弟で中院家に養子に入り、陸軍軍人として歩兵大尉まで昇進。日露戦争で戦功を上げ、功五級金鵄勲章を授けられた。
3代伯爵の27代亨の代の昭和前期に中院伯爵家の邸宅は京都府左京区松ヶ崎柳井田町にあった。

## 歴代当主
1. 中院通方（1189年 - 1239年）
2. 中院通成（1222年 - 1289年）
3. 中院通頼（1242年 - 1312年）
4. 中院通重（1270年 - 1322年）
5. 中院通顕（1291年 - 1344年）
6. 中院通冬（1315年 - 1363年）
7. 中院通氏（1347年 - 1395年）
8. 中院通守（1377年 - 1418年）
9. 中院通淳（1398年 - 1451年）
10. 中院通秀（1428年 - 1494年）
11. 中院通世（1465年 - 1520年）
12. 中院通胤（1499年 - 1530年）
13. 中院通為（1518年 - 1565年）
14. 中院通勝（1556年 - 1610年）
15. 中院通村（1587年 - 1653年）
16. 中院通純（1612年 - 1653年）
17. 中院通茂（1631年 - 1710年）
18. 中院通躬（1668年 - 1740年）
19. 中院通枝（1723年 - 1753年）
20. 中院通維（1738年 - 1824年）
21. 中院通古（1751年 - 1795年）
22. 中院通知（1771年 - 1846年）
23. 中院通繁（1790年 - 1862年）
24. 中院通功（1821年 - 1825年）
25. 中院通富（1823年 - 1885年）

長男：富有(1877-、分家)
次男：住友理助(1879年生、二女あり
26. 中院通規（1856年 - 1925年）
27. 中院亨（1911年 - 1945年）
28. 中院至朗（1922年 - ）
29. 中院武夫（1906年 - 1979年）
30. 中院泉（1948年3月10日生) 
長女:麻衣(1977/5/10生、)
次女:麻央(1984/6/8、)

## 中院文庫
大正12年（1923年）に中院通規によって中院家代々に伝わる記録・文書類が京都大学に寄贈され、中院文庫（なかのいんぶんこ）と名付けられた。『中院一品記』を始めとする歴代当主の家記や有職故実の記録をはじめ、和歌の二条派宗匠の家系の一つでもあったので歌道に関する文献が多く、日本史や国文学を研究する上での貴重な史料群となっている。

## 別系
村上源氏久我流六条家庶流。六条有房の次男の光忠を家祖とする。南北朝時代には、親光が北朝方に、具光が南朝方に属したが、何れも途絶えた。